# آبشار اسمالز
آبشار اسمالز (به انگلیسی: Smalls Falls) آبشاری است که در مین، ایالات متحده آمریکا واقع شده و ارتفاع کلی ریزشگاه آن ۱۶٫۵ متر (۵۴ پا) است.